# 메우 프롱코위아크
메우 프롱코위아크(Mel Fronckowiak, 1988년 1월 16일 ~ )는 브라질의 배우, 가수, 모델, 작가, 패션 블로거, 텔레비전 사회자이다. 폴란드, 포르투갈 혈통을 갖고 있다. 음악 그룹 헤베우지스의 멤버였다.